# Tournoi féminin de volley-ball aux Jeux olympiques d'été de 2016
Navigation
Londres 2012 Tokyo 2020
Le tournoi féminin de volley-ball des Jeux olympiques d’été de 2016 se déroule du 6 août 2016 au 20 août 2016 au Ginásio do Maracanãzinho de Rio de Janeiro. Le Brésil remet son titre en jeu dans une compétition réunissant 12 équipes.

## Équipes participantes
Les douze équipes se sont qualifiées comme suit :
| Compétition          | Lieu       | Qualifiés                          |
| -------------------- | ---------- | ---------------------------------- |
| Pays organisateur    | Copenhague | Brésil                             |
| Coupe du monde 2015  | Japon      | Chine Serbie                       |
| TQO Afrique          | Yaoundé    | Cameroun                           |
| TQO Europe           | Ankara     | Russie                             |
| TQO Amérique du Sud  | Bariloche  | Argentine                          |
| TQO Amérique du Nord | Lincoln    | États-Unis                         |
| TQO mondial n°1      | Tokyo      | Japon Italie Pays-Bas Corée du Sud |
| TQO mondial n°2      | San Juan   | Porto Rico                         |

## Format de la compétition
Les 12 équipes sont séparées en deux groupes de six, lesquelles disputent un round robin entre elles. Les quatre premiers de chaque groupe sont qualifiés pour la phase finale, les deux derniers sont éliminés. La phase finale consiste en quarts de finale croisés entre les groupes, puis des demi-finales, puis le match pour la médaille de bronze et la finale.

## Phase préliminaire

### Formation des groupes
Les équipes sont réparties entre les groupes en utilisant le système Serpentine selon le classement mondial de la FIVB (indiqué entre parenthèses) d'octobre 2015. Le pays hôte est automatiquement placé en première position du groupe A. Les poules sont confirmées le 6 juin 2016.
| Poule A                                                                             | Poule B                                                                      |
| ----------------------------------------------------------------------------------- | ---------------------------------------------------------------------------- |
| Brésil (3, hôte) Russie (4) Japon (5) Corée du Sud (9) Argentine (12) Cameroun (21) | États-Unis (1) Chine (2) Serbie (6) Italie (8) Pays-Bas (14) Porto Rico (16) |

### Poule A

#### Classement
| # | Équipe       | Pts | J | G | Gt | Pt | P | Sp | Sc | Ratio | Pp  | Pc  | Ratio |
| 1 | Brésil       | 15  | 5 | 5 | 0  | 0  | 0 | 15 | 0  | MAX   | 377 | 272 | 1.386 |
| 2 | Russie       | 12  | 5 | 4 | 0  | 0  | 1 | 12 | 4  | 3     | 393 | 323 | 1.217 |
| 3 | Corée du Sud | 9   | 5 | 3 | 0  | 0  | 2 | 10 | 7  | 1.429 | 384 | 372 | 1.032 |
| 4 | Japon        | 6   | 5 | 2 | 0  | 0  | 3 | 7  | 9  | 0.778 | 347 | 364 | 0.953 |
| 5 | Argentine    | 2   | 5 | 0 | 1  | 0  | 4 | 3  | 14 | 0.214 | 319 | 407 | 0.784 |
| 6 | Cameroun     | 1   | 5 | 0 | 0  | 1  | 4 | 2  | 15 | 0.133 | 328 | 410 | 0.8   |

- Qualifiés pour les quarts de finale

### Poule B

#### Classement
| # | Équipe     | Pts | J | G | Gt | Pt | P | Sp | Sc | Ratio | Pp  | Pc  | Ratio |
| 1 | États-Unis | 14  | 5 | 4 | 1  | 0  | 0 | 15 | 5  | 3     | 470 | 400 | 1.175 |
| 2 | Pays-Bas   | 11  | 5 | 2 | 2  | 1  | 0 | 14 | 7  | 2     | 455 | 425 | 1.071 |
| 3 | Serbie     | 10  | 5 | 3 | 0  | 1  | 1 | 12 | 6  | 2     | 410 | 394 | 1.041 |
| 4 | Chine      | 7   | 5 | 2 | 0  | 1  | 2 | 9  | 9  | 1     | 398 | 389 | 1.023 |
| 5 | Italie     | 3   | 5 | 1 | 0  | 0  | 4 | 4  | 12 | 0.333 | 351 | 374 | 0.939 |
| 6 | Porto Rico | 0   | 5 | 0 | 0  | 0  | 5 | 0  | 15 | 0     | 277 | 379 | 0.731 |

- Qualifiés pour les quarts de finale

## Phase finale

### Tableau
|  | Quarts de finale            | Quarts de finale            |                             |                             | Demi-finales                | Demi-finales                |   |  | Finale                      | Finale                      |
|  | Quarts de finale            | Quarts de finale            |                             |                             | Demi-finales                | Demi-finales                |   |  | Finale                      | Finale                      |
|  |                             |                             |                             |                             |                             |                             |   |  |                             |                             |
|  | 16 août à 22h15 (UTC−03:00) | 16 août à 22h15 (UTC−03:00) |                             |                             | 18 août à 22h15 (UTC−03:00) | 18 août à 22h15 (UTC−03:00) |   |  | 20 août à 22h15 (UTC−03:00) | 20 août à 22h15 (UTC−03:00) |
|  | 16 août à 22h15 (UTC−03:00) | 16 août à 22h15 (UTC−03:00) |                             |                             | 18 août à 22h15 (UTC−03:00) | 18 août à 22h15 (UTC−03:00) |   |  | 20 août à 22h15 (UTC−03:00) | 20 août à 22h15 (UTC−03:00) |
|  | [A1] Brésil                 | 2                           |                             |                             | 18 août à 22h15 (UTC−03:00) | 18 août à 22h15 (UTC−03:00) |   |  | 20 août à 22h15 (UTC−03:00) | 20 août à 22h15 (UTC−03:00) |
|  | [A1] Brésil                 | 2                           |                             |                             | 18 août à 22h15 (UTC−03:00) | 18 août à 22h15 (UTC−03:00) |   |  | 20 août à 22h15 (UTC−03:00) | 20 août à 22h15 (UTC−03:00) |
|  | [B4] Chine                  | 3                           |                             |                             | 18 août à 22h15 (UTC−03:00) | 18 août à 22h15 (UTC−03:00) |   |  | 20 août à 22h15 (UTC−03:00) | 20 août à 22h15 (UTC−03:00) |
|  | [B4] Chine                  | 3                           | Chine                       | 3                           |                             |                             |   |  | 20 août à 22h15 (UTC−03:00) | 20 août à 22h15 (UTC−03:00) |
|  | 16 août à 10h00 (UTC−03:00) |                             | Chine                       | 3                           |                             |                             |   |  | 20 août à 22h15 (UTC−03:00) | 20 août à 22h15 (UTC−03:00) |
|  |                             | Pays-Bas                    | 1                           |                             |                             |                             |   |  | 20 août à 22h15 (UTC−03:00) | 20 août à 22h15 (UTC−03:00) |
|  | [A3] Corée du Sud           | Pays-Bas                    | 1                           | 1                           |                             |                             |   |  | 20 août à 22h15 (UTC−03:00) | 20 août à 22h15 (UTC−03:00) |
|  | [A3] Corée du Sud           |                             |                             | 1                           |                             |                             |   |  | 20 août à 22h15 (UTC−03:00) | 20 août à 22h15 (UTC−03:00) |
|  | [B2] Pays-Bas               | 3                           |                             |                             |                             |                             |   |  | 20 août à 22h15 (UTC−03:00) | 20 août à 22h15 (UTC−03:00) |
|  | [B2] Pays-Bas               | 3                           | Chine                       | 3                           |                             |                             |   |  |                             |                             |
|  | 16 août à 18h10 (UTC−03:00) |                             | Chine                       | 3                           |                             |                             |   |  |                             |                             |
|  |                             | Serbie                      | 1                           |                             |                             |                             |   |  |                             |                             |
|  | [A2] Russie                 | Serbie                      | 1                           | 0                           |                             |                             |   |  |                             |                             |
|  | [A2] Russie                 | 18 août à 13h00 (UTC−03:00) |                             | 0                           |                             |                             |   |  |                             |                             |
|  | [B3] Serbie                 | 3                           |                             |                             |                             |                             |   |  |                             |                             |
|  | [B3] Serbie                 | 3                           | Serbie                      | 3                           |                             |                             |   |  |                             |                             |
|  | 16 août à 14h00 (UTC−03:00) | 16 août à 14h00 (UTC−03:00) | Serbie                      | 3                           | Match pour la 3e place      | Match pour la 3e place      |   |  |                             |                             |
|  | 16 août à 14h00 (UTC−03:00) | 16 août à 14h00 (UTC−03:00) |                             | États-Unis                  | Match pour la 3e place      | Match pour la 3e place      | 2 |  |                             |                             |
|  | [A4] Japon                  | 0                           | 20 août à 13h00 (UTC−03:00) | 20 août à 13h00 (UTC−03:00) |                             |                             | 2 |  |                             |                             |
|  | [A4] Japon                  | 0                           | 20 août à 13h00 (UTC−03:00) | 20 août à 13h00 (UTC−03:00) |                             |                             |   |  |                             |                             |
|  | [B1] États-Unis             | 3                           |                             | Pays-Bas                    | 1                           |                             |   |  |                             |                             |
|  | [B1] États-Unis             | 3                           |                             | Pays-Bas                    | 1                           |                             |   |  |                             |                             |
|  |                             |                             |                             |                             |                             |                             |   |  | États-Unis                  | 3                           |
|  |                             |                             |                             |                             |                             |                             |   |  | États-Unis                  | 3                           |

## Résultats

### Classement final
| Rang                                | Nation       |
| ----------------------------------- | ------------ |
| Médaille d'or, Jeux olympiques      | Chine        |
| Médaille d'argent, Jeux olympiques  | Serbie       |
| Médaille de bronze, Jeux olympiques | États-Unis   |
| 4                                   | Pays-Bas     |
| 5                                   | Brésil       |
| -                                   | Corée du Sud |
| -                                   | Japon        |
| -                                   | Russie       |
| 9                                   | Argentine    |
| -                                   | Italie       |
| 11                                  | Cameroun     |
| -                                   | Porto Rico   |

### Distinctions individuelles
| - Meilleure joueuse (MVP) Zhu Ting - Meilleure passeuse Alisha Glass - Meilleure réceptionneuse-attaquante Zhu Ting Brankica Mihajlović | - Meilleure centrale Milena Rašić Foluke Akinradewo - Meilleure attaquante Lonneke Slöetjes - Meilleure libéro Lin Li |